# Coupe du Maroc de water-polo
Pour les articles homonymes, voir Trône (homonymie).
 (juillet 2018).
Si vous disposez d'ouvrages ou d'articles de référence ou si vous connaissez des sites web de qualité traitant du thème abordé ici, merci de compléter l'article en donnant les références utiles à sa vérifiabilité et en les liant à la section « Notes et références ».
La Coupe du Trône est la coupe nationale du Maroc de water-polo masculin du Maroc. Elle est ouverte aux clubs professionnels et amateurs.
Cette compétition voit le jour en 1934, organisée par la Ligue du Maroc de Natation Association au Maroc. Depuis 1946, elle a pris le nouveau nom Coupe du Trône, organisée par la Fédération royale marocaine de natation depuis 1957. Le Wydad AC est le club recordman des titres avec 30 sacres, et il est aussi le tenant du titre.

## Palmarès
| Club      | Titres | Années |
| --------- | ------ | --- |
| Wydad AC  | 30     | 1957, 1972, 1973, 1974, 1975, 1976, 1977, 1978, 1979, 1980, 1981, 1982, 1983, 1984, 1994, 2000, 2002, 2005, 2007, 2008, 2009, 2010, 2012, 2013, 2015, 2018, 2019, 2023, 2024, 2025 |
| Raja-Odep | 4      | 1990, 1993, 2003, 2014 |
| USCM      | 2      | 2016, 2017 |
| RAC       | 1      | 1938 |

- De 2020 à 2022 : Non disputée[2]